# Taylor County (Kentucky)
Taylor County is een county in de Amerikaanse staat Kentucky.
De county heeft een landoppervlakte van 699 km² en telt 22.927 inwoners (volkstelling 2000). De hoofdplaats is Campbellsville.

## Bevolkingsontwikkeling

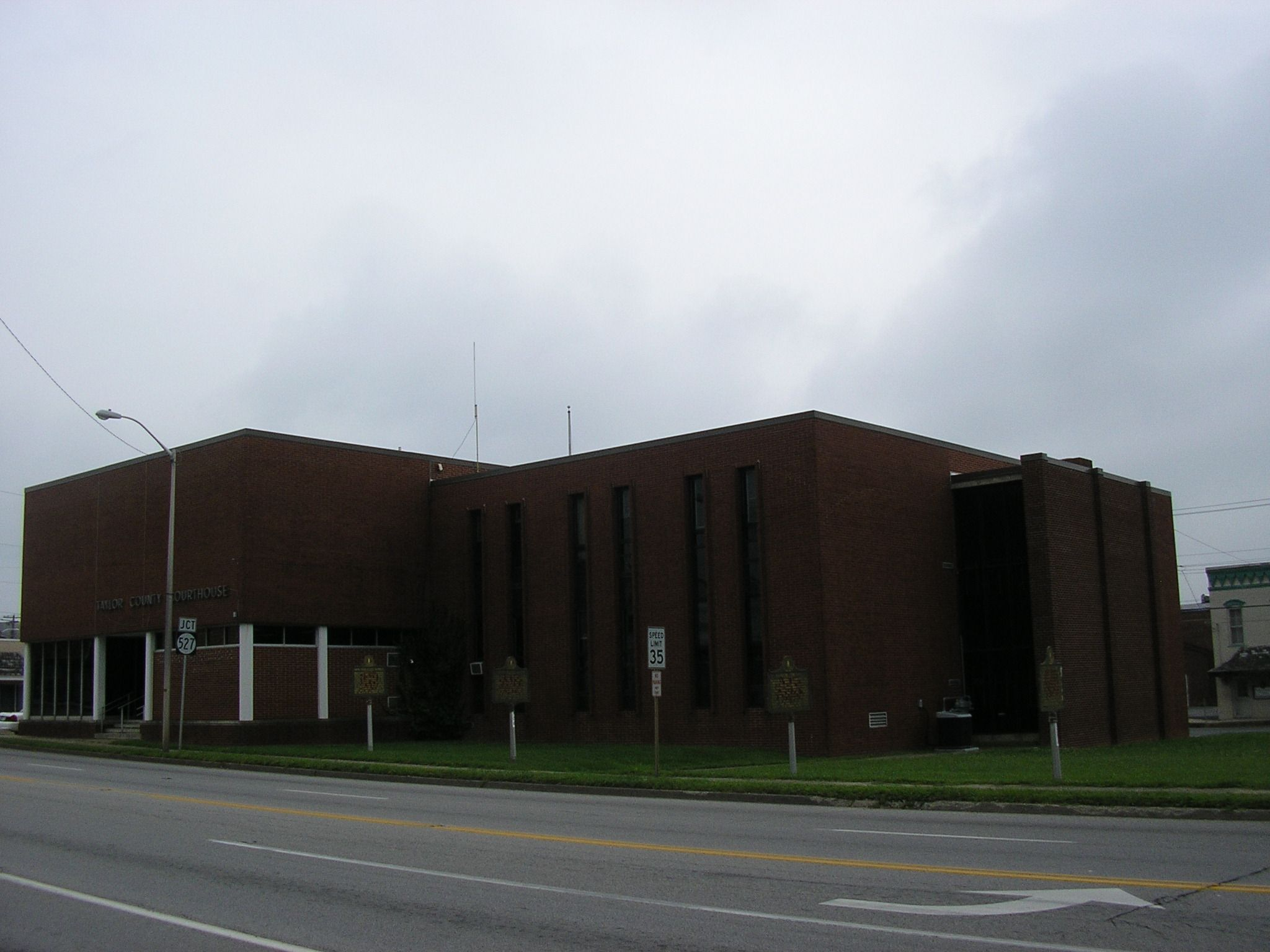
Taylor County Courthouse